# المنقذون
المنقذون (بالإنجليزية: The Rescuers)‏ 1977 هو فيلم الرسوم المتحركة التي تنتجها الأمريكية للإنتاج والت ديزني والأول صدر يوم 22 يونيو، 1977. الفيلم 23 في سلسلة والت ديزني الكلاسيكية المتحركة، ويدور الفيلم حول إنقاذ جمعية المساعدة، وهي منظمة دولية مقرها الماوس في نيويورك والتظليل للأمم المتحدة، مكرسة لمساعدة ضحايا الاختطاف في جميع أنحاء العالم بأسره. ضبط اثنين من هذه الفئران، ونرفز برنار بواب (بوب نيوهارت) وشريكه وكيل، وأنيقة الآنسة بيانكا (ايفا غابور)، من أصل لإنقاذ بيني (ميشيل ستاسي)، وهي فتاة يتيمة محتجزين في بايو الشيطان التي الصيادة الكنز مدام ميدوسا (جيرالدين الصفحة).
ويستند الفيلم على سلسلة من الكتب عن مارجيري شارب، وعلى الأخص عمال الإنقاذ والآنسة بيانكا. صدر نظرا لنجاح الفيلم، وهو تتمة يحق للعمال الإنقاذ داون تحت في عام 1990.
ويجب ذكر أن الفيلم أثار غضبا عارما حول العالم بسبب ظهور صورة لامرأة عارية في الفيلم وأدى ذلك إلى إنشاء أكثر من 21 جمعية لمقاطعة أفلام شركة ولت ديزنى.

## حبكة الاحداث
تبدأ الأحداث بوصول رسالة في زجاجة إلى جمعية فئران خيرية. فحوى الرسالة أن فتاة يتيمة تدعى بيتي في خطر بعد أن اختطفتها عجوز شريرة لكي تساعدها في مخططاتها. فتعقد الفأرة بيانكا العزم على مساعدتها.

## أسماء مؤدو اصوات الشخصيات
| اسم الشخصية   | اسم الشخصية بالأنجليزية | مؤدي الصوت بالدبلجة العربيّة (لهجة مصرية) | مؤدي الصوت الأصليّ (بالإنجليزيّة) |
| ------------- | ----------------------- | ---------------------------------------- | ------------------------------- |
| برنار         | Bernard                 | شهاب إبراهيم                             | Bob Newhart                     |
| ميس بيانكا    | Miss Bianca             | وفاء الحكيم                              | Eva Gabor                       |
| مدام ميدوزا   | Madame Medusa           | سلوى محمد علي                            | Geraldine Page                  |
| الأستاذ سنوبس | Mr. Snoops              | أحمد عبد الهادي                          | Joe Flynn                       |
| روفو          | Rufus                   | مؤمن البرديسي                            | John McIntire                   |

## روابط إضافية
- المنقذون على موقع IMDb (الإنجليزية)
- المنقذون على موقع ميتاكريتيك (الإنجليزية)
- المنقذون على موقع روتن توميتوز (الإنجليزية)
- المنقذون على موقع نتفليكس (الإنجليزية)
- المنقذون على موقع ألو سيني (الفرنسية)
- المنقذون على موقع Turner Classic Movies (الإنجليزية)
- المنقذون على موقع أول موفي (الإنجليزية)
- المنقذون على موقع بوكس أوفيس موجو (الإنجليزية)
- المنقذون على موقع فيلمافينيتي (الإسبانية)
- المنقذون على موقع قاعدة بيانات الأفلام السويدية (السويدية)
- The Rescuers على موقع أول موفي.